# アルボーガ
アルボーガ（Arboga [ˈârːˌboːɡa]）は、スウェーデンのヴェストマンランド県にある町で、アルボーガ自治体の所在地である。アルボーガは川沿いに位置する。町人口は14,057人（2023年）。

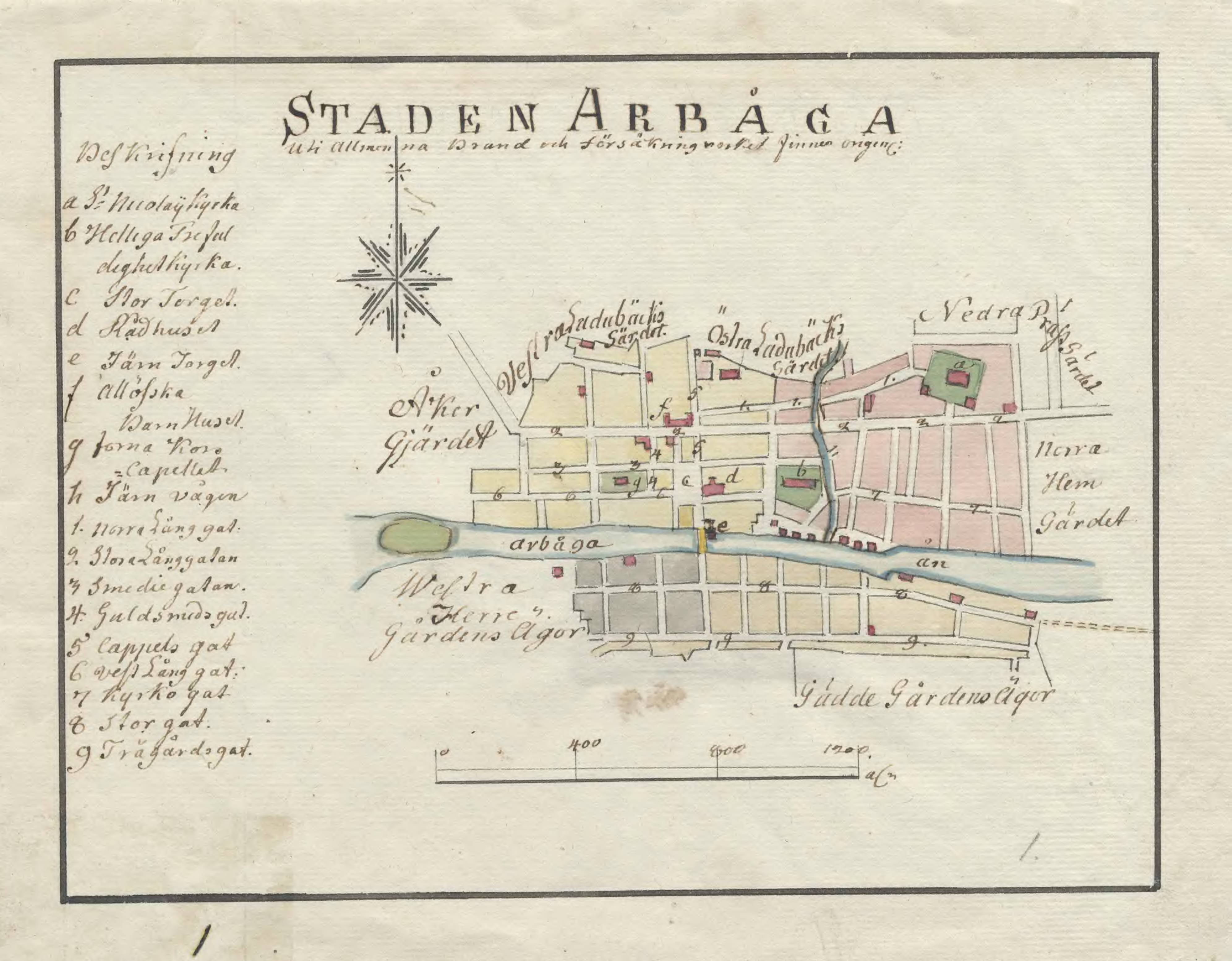
1790年代のアルボーガの地図

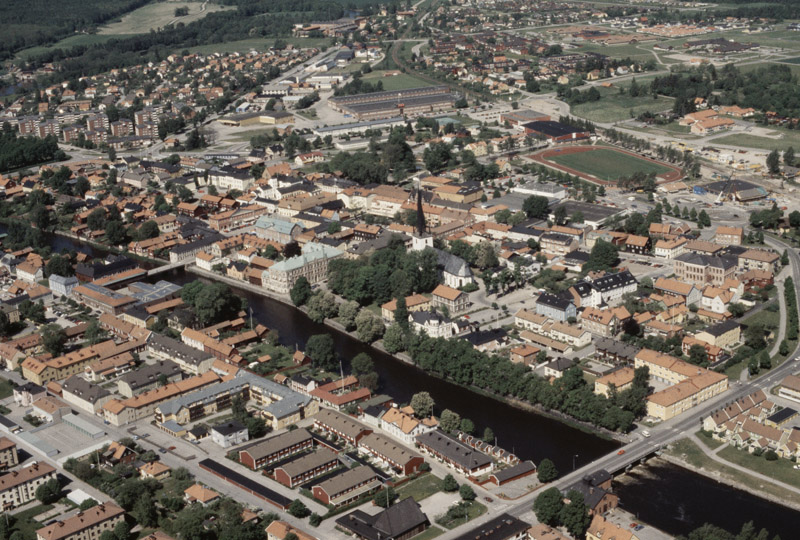
1996年のアルボーガの航空写真

## 歴史
アルボーガ郊外、川の南側の山間部には、600年から1200年にかけて築かれたハルヴァーズボリ（Halvardsborg）と呼ばれる初期の古城がある。
この地域の居住は10世紀からあったと考えられており、当時はメーラレン湖の湾の最西端であった。 アルボーガが町になったのは13世紀のことである。フランシスコ会は1285年に修道院を設立した。
考古学的調査では、13世紀よりも古い時代の発掘物は見つかっていないため、この町は最古の記録の少し前に築かれたと考えられている。最初の居住者として知られているのは、1293年に言及されたゲルブリヒト（Gelbricht）というドイツ系と思われる商人である。現在、2つの中世の教会と2つの礼拝堂跡が現存し、さらに少なくとも2つの教会が存在したが、長い間取り壊されている。その中で最も古いのは聖ニコライ教会で、現存する最も古い部分は12世紀のものである。その建築様式から、もともとは地元の偉人の庇護教会として建てられた可能性がある。1396年には、聖ペテロと聖パウロに捧げられた教会で公会議が開かれた。どの教会を指しているのかは不明で、現在の聖ニコライ教会なのか、それとも今は取り壊されてしまった未知の教会なのか、憶測を呼んでいる。もうひとつの謎は、聖オラフ教会である。1297年の書簡に記載されているが、他の文書にはない。早い時期に取り壊され、活動は他の教会に移されたと推測されている。書簡によると、この教会はヴェステロース教区、つまり市の北部に位置していた。13世紀後半に建てられた聖三位一体教会は、もともとは1285年に設立された町のフランシスコ会修道院の教会だった。中世後期、アルボーガ・フランシスコ修道院は、北欧諸国におけるフランシスコ修道会の主要な拠点となった。
アルボーガ最古の印章は1330年に遡り、アルボーガが当時完全に発展した町であったことを示しているが、保存されている最古の町章は1480年よりも古くない。アルボーガは、1451年から1569年までの一連の思想書が保存されていることでも知られており、中世のスウェーデンの町の日常生活を知ることができる。アルボーガは中世後期には重要な場所であり、教会や政治の重要な会議がここで行われた。
最も有名なのは1435年のアルボーガ議会で、伝統的にスウェーデン初の議会と考えられている。エンゲルブレクト・エンゲルブレクトソン（Engelbrekt Engelbrektsson）はこの会議で酋長に任命され、暗殺されるまでその地位にあった。1935年、三位一体教会に立憲議会設立500周年を記念する銅像が建てられた。1985年、リクスダーグはここで550周年を迎えたが、その時の会議が主に記憶されているのは、カール16世グスタフ国王が演説の冒頭で、アルボーガの人々に「親愛なるエレブルーの人々」と挨拶した際に言い間違えたためである。その他の有名な会合としては、アルボーガ条項が採択された会合がある。
1560年代、王室はアルボーガに馬具とライフルの工場を設立した。1571年から1585年まで、アルボーガセセィリア・ヴァーサ王女の領地となり、王女は1579年までアルボーガ伯爵夫人としてアルボーガに住んだ。リンデスベリとノーラの町が誕生するとアルボーガは衰退し、1639年にはヒェルマーレ運河が開通した。 1857年にアルボーガとエレブルーが鉄道で結ばれると、町は一時的に復活を遂げた。
アセアの創設者であるヨナス・ウェンストロムは、アセアが設立される少し前にアルボーガで活動しており、彼が試作した三相モーターは現在もアルボーガ博物館に展示されている。